# Lepanthes elongata
Lepanthes elongata är en orkidéart som beskrevs av Carlyle August Luer och Alexander Charles Hirtz. Lepanthes elongata ingår i släktet Lepanthes och familjen orkidéer. Inga underarter finns listade i Catalogue of Life.